# Кричун, Пётр Михайлович
Кричун Пётр Михайлович (6 апреля 1979 г., с. Рожнив) — главный редактор газеты «Всё о бухгалтерском учёте» с января 2008 года. С 2008 года — член общественной коллегии при ГНА Украины.

## Биография
Родился 6 апреля 1979 года в с. Рожнив Косовского района Ивано-Франковской области. По национальности украинец. Отец — Кричун Михаил Васильевич (1945—2006), водитель Джуривского химзавода «Ватра». Мать — Кричун Мария Петровна (1952—1999), повар.
1996 год — окончил Рожнивскую общеобразовательную школу І-ІІІ степеней;
2001 год — окончил Тернопольскую академию народного хозяйства;
2001—2002 гг. — экономист по планированию 1-й категории в Косовском узле почтовой связи;
2002—2004 гг. — помощник бухгалтера-эксперта в редакции газеты «Всё о бухгалтерском учёте»;
2004—2007 гг. — бухгалтер-эксперт газеты «Всё о бухгалтерском учёте»;
2008 год — окончил Академию адвокатуры Украины, специальность «Правоведение»;
2005—2009 гг. — аспирант кафедры аудита Киевского национального экономического университета им. В. Гетьмана;
С 2008 — 2011 гг. - главный редактор газеты «Всё о бухгалтерском учёте».

## Награды
В 2010 году получил благодарность Министерства финансов Украины.

## Увлечения
Литература, история.